# Gmina Big Fork (hrabstwo Montgomery)
Gmina Big Fork (ang. Big Fork Township) – gmina w stanie Arkansas, w hrabstwie Montgomery.